# Offensiva di Vilna

Guerra polacco-sovietica e guerra lituano-sovietica nel 1919: le frecce indicano i contrattacchi operate dalle varie fazioni

L'offensiva di Vilna fu una campagna avviata nel corso della guerra sovietico-polacca tra il 1919 e il 1921 dall'esercito polacco. In data 16 aprile 1919, al fine di sottrarre Vilnius (in polacco Wilno) al controllo dell'Armata Rossa, i biancorossi si avvicinarono e, dopo tre giorni di lotte urbane (19-21 aprile), l'odierna capitale baltica cadde scatenando la ritirata dei bolscevichi. Durante l'offensiva, i polacchi si assicurarono inoltre i vicini insediamenti di Lida, Pinsk, Navahrudak e Baranoviči.
L'Armata Rossa diede il via a una serie di contrattacchi verso la fine di aprile, malgrado nessuno di essi sortisse effetti duraturi. I sovietici riconquistarono Vilnius per un breve periodo di nuovo l'anno seguente, nella primavera del 1920, quando i polacchi si stavano ritirando dal fronte orientale. Tra le conseguenze dell'evento, l'offensiva di Vilna avrebbe causato ulteriori tumulti politici tra diversi Stati dell'Europa orientale.

## Antefatti
La Russia sovietica, mentre sosteneva all'epoca pubblicamente l'indipendenza della Polonia e della Repubblica lituana, promuoveva agitazioni politiche messe in atto dai partiti comunisti locali; a Mosca, tra l'altro, diverse fronde sostenevano che il confine orientale polacco dovesse grosso modo corrispondere a quello dell'antico Regno del Congresso. I biancorossi e i baltici, d'altra parte, ricordavano quali fossero le linee di demarcazione esistenti durante il periodo del Granducato di Lituania e poi della Confederazione polacco-lituana, ovvero molto più addentro i bordi territoriali risultanti a seguito della prima guerra mondiale. Il capo delle forze armate polacche, Józef Piłsudski, sosteneva vi fossero valide motivazioni che potevano permettere la rifondazione di quella che una volta era la Confederazione polacco-lituana, in parte in quel momento compresa nella Germania.
Nelle prime settimane del 1919, seguendo la ritirata dei tedeschi siti nell'Ober Ost dirette da Max Hoffmann, Vilnius si trovò senza governo. Presto divenne quindi scena di lotte intestine tra le fazioni politiche e sperimentò diverse rivoluzioni interne.
Il 1º gennaio, gli ufficiali polacchi sotto l'ordine dei generali Władysław Wejtko e Stefan Mokrzecki, tentarono di assumere il controllo della città, stabilendo un governo provvisorio Samoobrona, di auto-difesa. L'obiettivo era quello di evitare che i comunisti si insediassero in città. L'esecutivo non operò a lungo. Quattro giorni dopo, il 5 gennaio 1919, le forze polacche furono costrette a ritirarsi precipitosamente quando l'Armata Rossa marciò verso Smolensk con il supporto di simpatizzanti locali nel corso dell'occupazione delle terre baltiche avvenuta tra il 1918 e il 1919.
Vilnius, capitale storica del Granducato di Lituania, divenne parte della Repubblica Socialista Sovietica Lituana e confluì poi nella Repubblica Socialista Sovietica Lituano-Bielorussa (Lit-Bel) il 27 febbraio 1919. A seguito di questo evento, poteva dirsi che Vilnius aveva cambiato per otto volte bandiera nel giro di un biennio. Durante quel mese e mezzo in cui la Litbel fu operativa in città, il nuovo governo tentò diversi 'esperimenti' e testò varie applicazioni delle politiche socialiste.
Józef Piłsudski, comandante in carica delle forze polacche, si propose come obiettivo quello di riguadagnare il controllo di Vilnius, considerando che la popolazione di questa era soprattutto composta da polacchi ed ebrei e che la città costitutiva un tassello fondamentale per ripristinare la Confederazione. Il piano per riprenderla fu studiato a lungo da inizio marzo: fu dato infatti ordine alle milizie di essere pronte perché, quando sarebbe stato il momento, ci si sarebbe dovuti spostare ad est per allontanare i sovietici, cosa che iniziò ad avvenire il 26 marzo. Uno degli obiettivi di Piłsudski era quello di riacquisire possesso dell'insediamento prima della conferenza di Parigi, momento in cui i diplomatici avrebbero potuto determinare una sorte differente per Vilnius. Tale operazione non fu messa in discussione dai politici polacchi o dal governo, al tempo impegnati in un'altra situazione spinosa più a sud, relativa ai territori nei pressi dell'Ucraina. Ad inizio aprile, quando i membri della Commissione Difensiva di Kresy (Komitet Obrony Kresów) Michał Pius Römer, Aleksander Prystor, Witold Abramowicz, e Kazimierz Świtalski si incontrarono con Pilsudski, fu sottolineata la difficile situazione politica di Vilnius e si faceva leva sul desiderio degli abitanti di liberarsi dai bolscevichi: tali argomentazioni convinsero Piłsudski e gli altri a muoversi militarmente.

## Offensiva

### Attacchi diversivi
Piłsudski giunse a Lida in prima linea il 15 aprile, accompagnato da rinforzi che giungevano da Varsavia. La sua idea era quella di sfruttare la demarcazione tra Lida e Vilnius e spingersi verso quest'ultima seguendo le strade o le tratte ferroviarie. A seguito dei vari attacchi diversivi scagliati per attirare l'attenzione dei bolscevichi e spingersi in luoghi diversi da quelli che si voleva assoggettare per primi, una gran parte dell'armata polacca si diresse direttamente a Vilnius e iniziò ad assaltarla il 16 aprile. Le forze che raggiunsero la capitale erano formate dal gruppo di cavalleria del Colonnello Wladyslaw Belina-Prazmowski, alla guida di 800 uomini ulteriormente suddivisi in 9 squadroni e una batteria di artiglieria leggera; la fanteria, comandata dal generale Edward Rydz-Śmigły, era formata da 2 500 unità in 3 battaglioni della I Divisione di Fanteria Legione Polacca e due batterie di artiglieria pesante.
Le truppe sovietiche, composte dall'Armata Orientale di Fucilieri, erano assistite da alcuni volontari filo-comunisti polacchi e da altre unità della 16ª Armata Orientale. I difensori situati a Vilnius ammontavano a circa 2 000, ma si trattava perlopiù di reclute inesperte. Allargando lo sguardo, nei dintorni dell'attuale capitale lituana si stima vi fossero 7 000 uomini di fanteria, qualche centinaio di cavalli e 10 mezzi d'artiglieria. L'intenzione dei polacchi era quella di ingaggiare battaglia con questi, affinché non potessero accorrere in aiuto delle milizie già dispiegate in città.
Gli assalti diversivi sortirono effetti positivi e impegnarono seriamente le forze sovietiche, le quali iniziarono ad ipotizzare che Vilnius non fosse il vero obiettivo degli ostili. Nonostante tali attacchi avessero solo valenza secondaria, il generale Józef Adam Lasocki ne uscì vittorioso e prese il controllo di Lida in soli due giorni, nonostante l'agguerrita resistenza dei sovietici presenti nell'area; nel contempo, il generale Stefan Mokrzecki assediò Nowogrodek, espugnandola in tre giorni e Baranowicze in quattro.

### Assedio di Vilnius

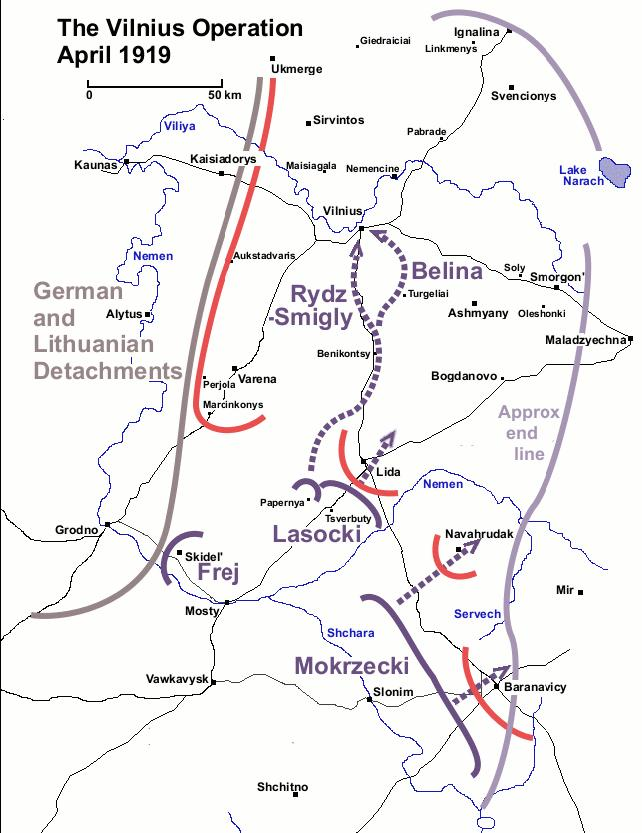
Battaglia di Vilnius e nei dintorni pianificata dai polacchi

Il 18 aprile il colonnello Belina decise di giocare sull'elemento sorpresa e si mosse in direzione di Vilnius senza aspettare che si spostassero anche le sue unità di fanteria più lente. Le forze polacche lasciarono il villaggio di Mýto alle prime luci dell'alba, assicurandosi alle ore 3:30 del 19 aprile Lipówka, un insediamento collocato non lontano da Vilnius. La cavalleria di Belina sorpassò la città al fine di attaccarla da nord e assunse il controllo della stazione ferroviaria locale nella notte tra il 18 e il 19 aprile; il 19 aprile, la cavalleria guidata da Gustaw Orlicz-Dreszer (futuro generale polacco) colpì la periferia, scatenando il panico della guarnigione ostile di pattuglia che in quel momento si trovava impreparata. La stazione conquistata funse da punto di raduno per la fanteria e da centro d'appoggio per le successive manovre belliche. Nel corso di questo attacco a sorpresa si fecero circa 400 prigionieri, si catturarono 13 convogli e si sequestrarono diverse munizioni e cibarie. Qualche anno dopo il conflitto, Piłsudski definì l'assalto compiuto dalla cavalleria di Belina «la più splendida operazione militare posta in essere dalla cavalleria polacca in quella guerra».
La cavalleria combatté poi per il controllo del centro cittadino e riuscì ad insediarsi nella piazza della Cattedrale, nella fortezza sulla collina e in alcuni punti di comando sulla riva meridionale del fiume Neris. Anche in questo caso, si catturarono centinaia di prigionieri sovietici, alcuni dei quali erano ufficiali. Nel frattempo i bolscevichi, che potevano ancora contare in quel frangente sul vantaggio numerico, iniziarono a riorganizzarsi nei quartieri settentrionali e occidentali della capitale, in maniera tale da trovarsi pronti a contrattaccare quando ce ne sarebbe stato bisogno. Belina inviò un messaggio al comando centrale segnalando che «il nemico sta opponendo una feroce resistenza» e, in virtù di quest'aggiornamento, chiedeva rinforzi. Alle 8 di sera circa, uno dei treni inviati precedentemente in patria fece ritorno con le prime unità di supporto disponibili; al contempo si procedette a costituire in tempi rapidi una milizia locale composta da comunità polacche da affiancare all'esercito regolare. Al tramonto del 19 aprile, Vilnius appariva per metà non più sotto il controllo dell'Armata Rossa. L'allestimento di postazioni difensive coordinate tra loro per difendere meglio sembrò rallentare per un po' l'avanzata biancorossa, tanto che solo l'arrivo delle altre guarnigioni polacche, guidate dal generale Śmigły, smosse la situazione e consentì di aggredire i bolscevichi efficacemente. La fanteria polacca fu in grado di rinforzare la cavalleria sita al centro della città e durante gli scontri, grazie all'aiuto degli abitanti locali, le forze polacche guadarono il fiume e assunsero il controllo di uno dei ponti. Il 20 aprile, tutti i ponti finirono in mano ai polacchi, così come quasi tutta Vilnius. Durante il pomeriggio dello stesso giorno, dopo tre giorni di guerriglia, non vi erano più sovietici a combattere. Ormai certo del successo dei suoi compatrioti, Piłsudski giunse a Vilnius prima che scoccasse la mezzanotte.

### La questione ebraica
(Ignacy Jan Paderewski, Primo ministro della Polonia, 1919)
Mentre le truppe polacche facevano il loro ingresso in città, come attestato dallo storico Timothy D. Snyder il quale ripercorre quanto detto da Michał Pius Römer, ebbe luogo un primo pogrom. Decine di persone sospettate di aver intrecciato legami con la Litbel furono arrestate e altre uccise; Norman Davies traccia un bilancio di 65 persone morte tra ebrei e non. Stando al censimento tedesco del 1916, gli ebrei costituivano quasi la metà della popolazione a Vilnius, con molte delle vittime degli scontri bellici e delle repressioni successive che erano di etnia ebraica. Henry Morgenthau ne conta 65, mentre Joseph Bendersky più di un centinaio.
Divenne opinione comune tra i polacchi che molti ebrei fossero bolscevichi e comunisti, in combutta dunque con i nemici dello Stato polacco, in primis la Russia sovietica. L'esercito polacco dichiarò pubblicamente che i semiti uccisi erano miliziani e collaboratori di gruppi anti-polacchi. Essendo stati cacciati dalle residenze degli ebrei, i soldati polacchi sfruttarono la situazione etichettando la popolazione come ostile: con tale scusa, i polacchi entrarono in case e attività commerciali dei semiti, picchiando chi avesse opposto resistenza mentre si subivano le razzie. Furono inoltre saccheggiate sinagoghe, eseguiti arresti, e si requisirono cibarie e bevande, deportandoli della città. Tali abusi, tuttavia, non furono incoraggiati dall'alto comando polacco, che li vietò espressamente.
Il rappresentante locale dell'esercito degli Stati Uniti, il colonnello Wiliam F. Godson, ritenne attendibile la versione ufficiale degli eventi presentata dall'élite militare polacca. Nei suoi rapporti, Godson scrisse che «gli ebrei costituivano circa l'80% dell'organizzazione bolscevica» e che, a differenza degli «innocui semiti polacchi» (che si potevano considerare «praticamente dei polacchi»), i «litwak o gli ebrei russi» erano «estremamente pericolosi», ragion per cui la «questione ebraica la principale da risolvere [per il Paese]». Tralasciando la difficile condizione del gruppo etnico in analisi, Godson aveva solamente annotato nel suo rapporto delle violenze che operarono i bolscevichi sui prigionieri di guerra biancorossi, riferendo delle mutilazioni su questi e sui civili. Lo scrittore vincitore del premio Nobel Władysław Reymont, in un articolo pubblicato sulla Gazeta Warszawska (gazzetta di Varsavia), principale organo di stampa della Democrazia Nazionale, un partito apertamente antisemita, altresì negò che fossero accaduti dei pogrom. Henry Morgenthau della Commissione Investigativa Anglo-Americana nella sua relazione assolse i polacchi dall'aver messo in atto dei massacri etnici, dapprima sottolineando come i fatti fossero generalmente riportati in maniera confusa durante il conflitto e poi sottolineando come alcuni ebrei effettivamente avessero aperto il fuoco contro i polacchi. Il rapporto fu, tuttavia, altamente critico sulle attività compiute dall'esercito polacco a Vilnius, in quanto si affermava che 65 ebrei senza legami provati con i bolscevichi fossero stati uccisi, così come si sosteneva che molti avessero patito arresti, furti e maltrattamenti senza che i soldati colpevoli fossero stati poi puniti.

### Controffensiva sovietica
La vittoria polacca fece infuriare i sovietici, anche perché portò a decine di arresti ed esecuzioni per tutti coloro che erano sospettati di legami con la Litbel. I vecchi esponenti di spicco di quest'ultima iniziarono ad accusarsi a vicenda per la perdita della capitale, mentre Lenin, che considerava la città fondamentale, ordinò subito di riprenderne possesso e ordinò la prima controffensiva già verso la fine dell'aprile del 1919.
Verso la fine del mese, circa 12 000 fanti, 3 000 cavalieri, 210 mitraglieri e 44 fucilieri dell'Armata Rossa diretti verso Szyrwiany, Podbrodzie, Sóly e Ašmjany. Gli uomini dell'esercito polacco localizzati nell'area e comandati dal genereale Stanisław Szeptycki ammontava a 11 000 unità, mentre Rydz-Śmigly disponeva di 8 battaglioni di fanteria 8, 18 squadroni di cavalleria e 18 fucilieri a Vilnius. Rydz-Śmigły decise di scontrarsi con le truppe nemiche prima che queste potessero combinare i propri attacchi. Nella notte del 28-29 aprile, il generale Stefan Dąb-Biernacki assediò Podbrodzie, catturando uno dei raggruppamenti sovietici. Contemporaneamente, i russi attaccarono presso Deliny e Ogrodniki, a sud di Vilnius. Le difese polacche respinsero i contrattacchi, i quali furono spinti verso Szkodziszki e Grygajce; di lì a poco, fu scagliata una nuova offensiva da parte dei sovietici a nord di Vilnius. I risultati apparirono migliori rispetto a quelli precedentemente scagliati, poiché la difesa polacca fu scardinata e i russi si avvicinarono a Vilnius. Tuttavia, l'Armata Rossa si arrestò poco lontana dalla città, non aveva intenzione di assediarla durante la notte. Le forze polacche approfittarono di questa opportunità, provando a rafforzarsi e contrattaccarono spingendo l'Armata Rossa verso Mejszagoła e Podberezie. I biancorossi proseguirono verso questi insediamenti e li ripresero, così come avvenne poi per Giedrojsc e Smorgoń. A metà maggio, le forze polacche giunsero presso la linea di demarcazione del lago Narocz, Hoduciszki, Ignalina e Lyngniany, lasciando Vilnius in una zona che in quel frangente poteva considerarsi più sicura.

## Conseguenze

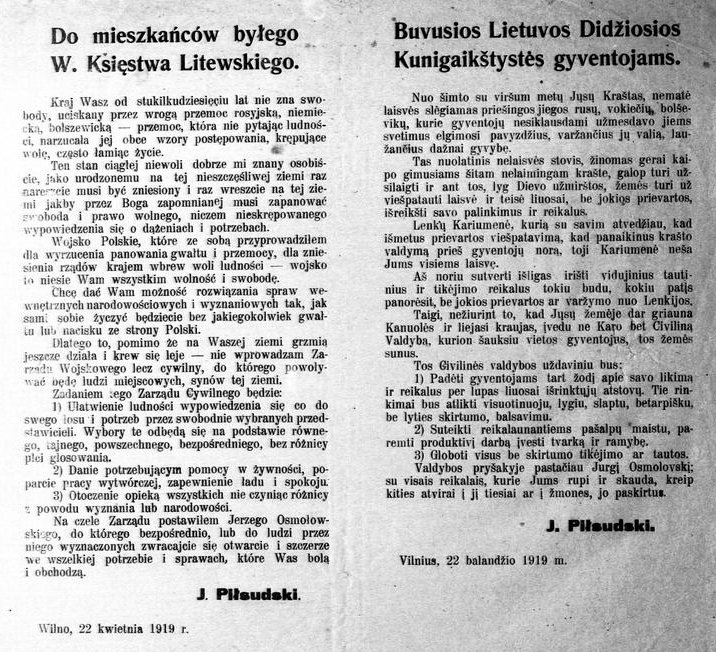
Il Proclama agli abitanti dello storico Granducato di Lituania di Piłsudski nelle due lingue (22 aprile 1919).

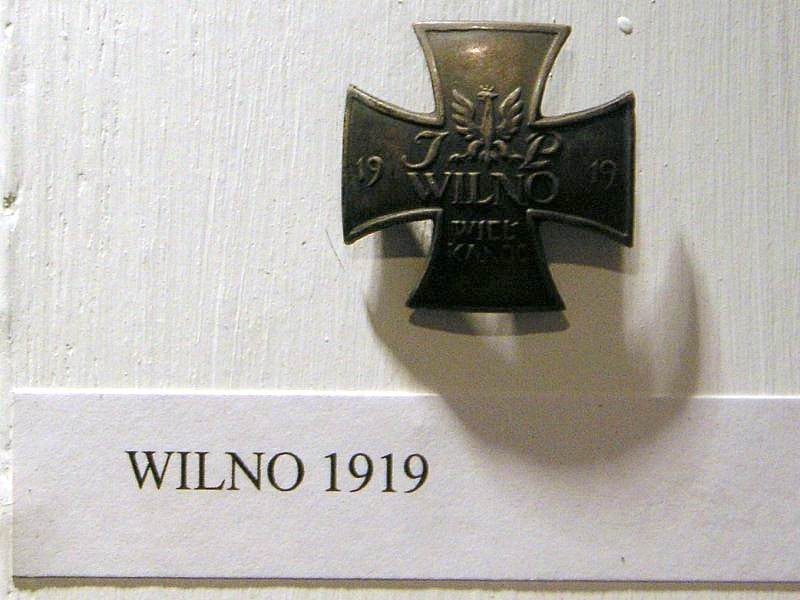
Distintivo commemorativo dell'esercito polacco per la battaglia di Wilno della primavera del 1919

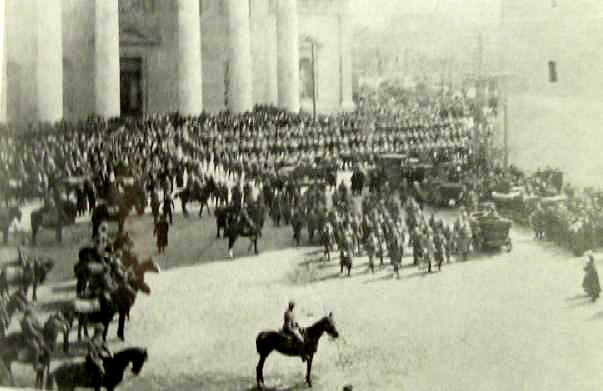
Parata celebrativa tenutasi a Wilno (Vilnius) in Piazza della Cattedrale nell'aprile 1919

Risultato efficace l'attacco a sorpresa, l'armata polacca riuscì a insediarsi nella città e a far scorta di approvvigionamento oltre che prendere in custodia un centinaio di prigionieri. Quando Piłsudski fece il suo ingresso in città, ebbe luogo una parata in suo onore per celebrare la vittoria. I cittadini polacchi accolsero con entusiasmo quest'operazione militare; iniziò a farsi strada nella loro testa l'idea che si potesse costituire uno Stato separato dalla Lituania e in stretti rapporti con la Polonia. Furono immediatamente inviati dei rappresentanti di Vilnius alla conferenza di pace di Parigi, mentre l'Università di Stefano I di Báthory, chiusa due anni dopo la rivolta di novembre del 1830, riaprì le sue porte.

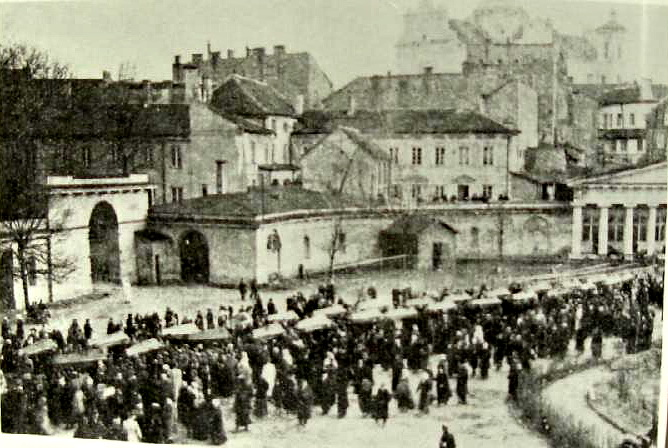
Funerali dei soldati polacchi morti nel corso dell'offensiva di Vilna, aprile 1919

Coerentemente alla visione di costituire una federazione tra gli Stati centro-orientali dell'Europa (Międzymorze), Piłsudski proclamò il 22 aprile 1919 una dichiarazione solenne bilingue, in polacco e in lituano, delle sue intenzioni politiche, nota come il «Proclama agli abitanti dello storico Granducato di Lituania». In esso, veniva sancito l'impegno a fissare le «elezioni, [le quali avranno luogo] sulla base del voto segreto, universale e diretto, aperto ad entrambi i sessi» e a «creare un'opportunità per risolvere i problemi di nazionalità e le questioni religiose che voi stesse potrete chiarificare, senza pressione alcuna da parte della Polonia». Il proclama di Piłsudski era volto a mostrare intenzioni pacifiche sia verso i lituani che agli occhi della comunità internazionale; quest'ultima azione era protesa a dimostrare non una 'Polonia conquistatrice', ma una 'Polonia che combatteva la dittatura bolscevica e rendeva libere altre nazioni'; nonostante ciò, i baltici, i quali chiedevano il controllo esclusivo dell'area sulla base di ragioni storiche e in virtù di quanto statuito dall'atto d'indipendenza, erano molto perplessi sull'effettiva volontà cui miravano raggiungere i polacchi. Le parole di Piłsudski, inoltre, provocarono anche dissidi interni, in quanto tale dichiarazione non fu discussa precedentemente dal Sejm, suscitando l'ira dell'opposizione rappresentata dalla Democrazia Nazionale. I deputati del "Piast", il Partito Popolare Polacco chiedevano una presa di posizione più diretta, accusando di alto tradimento Piłsudski per la mancata incorporazione diretta della regione di Vilnius. Sebbene il clima non fosse dei migliori, i sostenitori di Piłsudski del Partito Socialista Polacco seppero fargli da scudo.
Il governo lituano, provvisoriamente spostatosi a Kaunas, vedeva come detto la presenza polacca alla stregua di un'occupazione. Continuando a richiedere la restituzione del possesso di Vilnius, la situazione iniziò a diventare più tesa, in quanto non si riuscì ad arrivare ad alcun compromesso soddisfacente. Anche i sostenitori lituani della politica di Piłsudski sul piano di creare la Międzymorze divennero scettici e ciò incancrenì la situazione a tal punto da portare alle ostilità. Nel 1920, i sovietici ripresero il controllo di Vilnius, cui seguì la costituzione della Repubblica della Lituania Centrale.
La nuova cattura di Vilnius ad opera dei biancorossi pose la base per ulteriori crisi diplomatiche con i lituani e a una nuova guerra polacco-sovietica. Nei mesi successivi, le forze polacche si spinsero costantemente ad est con risultati positivi nell'ambito della cosiddetta Operazione Minsk nell'agosto 1919.